# 석유환산배럴
석유환산배럴(Barrel of oil equivalent) 또는 BOE는 에너지 자원의 단위로서, 1 배럴의 원유가 연소될 때 방출되는 에너지의 추정치이다. 이 단위는 석유∙가스 기업에서 재정 문서를 다룰 때 석유와 천연 가스 매장량 및 생산량을 하나의 단위로 합칠 때 사용된다. 그러나 이 추정치는 가스 형태 에너지가 가진 재정적 가치가 조금 더 낮다는 점을 고려한 값은 아니다.
미국 국세청은 BOE를 386,900,000 BTU로 정의한다.

## 같이 보기
- 단위변환
- 에너지 밀도
- 섬 (에너지)
- 석유환산톤